# Baba Keiji
Baba Keiji (japanisch 馬場 敬次; geboren 22. März 1897 in Osaka; gestorben 10. August 1961 in Tokio) war ein japanischer Ökonom.

## Leben und Wirken
Baba Keiji machte 1920 seinem Abschluss an der Fakultät für Ingenieurwissenschaften der Universität Tokio, schloss ein Graduiertenstudium an  und wurde nach einer Tätigkeit als Assistenzprofessor an der Fakultät für Wirtschaftswissenschaften 1931 Professor. 1950 wurde er zum Doktor der Wirtschaftswissenschaft promoviert.
Seine ersten Forschungen betrafen Industrie-Ökonomie. In den 1930er Jahren wurde er von Max Weber, Heinrich Rickert, Alfred Amonn usw. beeinflusst. Schließlich widmete er sich philosophischen Forschungen und studierte Kant und Husserl. Er entwickelte so seine eigene Betriebswirtschaftslehre, die in der Organisationslehre begründet ist.
Nach dem Zweiten Weltkrieg trug er in Japan zur Entwicklung der Betriebswirtschaftslehre bei, indem er erstmals die Theorie der amerikanischen Wirtschaftswissenschaftler Chester I. Barnard und Herbert A. Simon in Japan einführte.
Wichtige Schriften Babas sind:
- „Sangyō keiei no shokunō to sono bunka“ (産業経営の職能と其の分化) – „Funktionen des Industriebetriebs und ihre Differenzierung“ 1926
- „Keiei-gaku hōhō-ron“ (経営学方法論) – „Betriebswirtschaftliche Methodik“ 1931
- „Keiei-gaku kenkyū“ (経営学研究) – „Betriebswirtschaftliche Forschung“ 1932
- „Keiei-gaku to ningen soshiki no mondai“ (経営学と人間組織の問題) – „Probleme der Betriebswirtschaftslehre und der menschlichen Organisation“ 1954